# Static Shock
A Static Shock amerikai animációs sorozat, amely a Milestone Comics által kiadott DC Comics karakter, Static (Virgil Hawkins) kalandjait mutatja be. A sorozat 2000-ben indult és összesen négy évadot élt meg.
A Static Shock sorozatot a Warner Bros. Television Animation készítette, és eredetileg a Kids' WB csatornán mutatták be az Egyesült Államokban. A sorozat 2000. szeptember 23-án debütált, és összesen négy évadot ért meg, amelyeket 2004-ig vetítettek. A sorozat később más országokban is bemutatásra került, és számos nyelvre lefordították, beleértve a magyart is. Magyarországon a sorozatot a TV2 és a Cartoon Network is sugározta.

## Történet
A történet középpontjában Virgil Hawkins áll, egy középiskolás afroamerikai fiú, aki váratlanul elektromos képességeket kap egy nagyvárosi műhold katasztrófáját követően. Megszületik a Static alteregója, és Virgil új küldetésévé válik, hogy felvegye a harcot a bűnözéssel és a városi problémákkal, miközben megpróbálja egyensúlyba hozni a szuperhős életet és a mindennapi tini problémákat.
A sorozat egyedülálló volt abban, hogy olyan fontos társadalmi témákat dolgozott fel, mint a tinédzserkori erőszak, a családon belüli erőszak és a drogok, miközben megőrizte a szórakoztató és akciódús szuperhős kalandokat.
A Static Shock nagy népszerűségnek örvendett, és elnyerte a rajongók tetszését a karakter mélysége, valamint a szórakoztató és tanulságos történetek miatt.

## Magyar szinkron
A Static Shock magyar szinkronjában a szereplőket az alábbi magyar szinkronszínészek adják:
- Static / Virgil Hawkins: Kárpáti Levente
- Richie Foley: Hajdú Péter
- Sharon Hawkins: Papp Orsi
- Robert Hawkins: Kerényi Miklós Máté
- Onyx: Magyar József
- Dule Jones: Szerémi Zoltán
- Osgood Pelham: Kerekes József
- Ebon: Szokol Péter
- Puff: Juhász Zsolt
- Tanár úr: Szabó Sipos Tamás

## Magyar változat
A Static Shock sorozatot az RTL Klub adta Magyarországon, és az első évad premierje 2002. január 7-én volt. Az adásidő később változhatott a különböző időszakokban és ismétléseknél.

## Fogadtatás
A Static Shock sorozat viszonylag pozitív fogadtatást kapott a kritikusoktól és a rajongóktól egyaránt. Sokan dicsérték a sorozatot azért, mert egy fekete szuperhősről szólt, aki fiatalokat inspirált és olyan társadalmi kérdéseket vetett fel, mint a rasszizmus és a kisebbségek helyzete. Emellett a sorozatnak dinamikus karakterei és izgalmas cselekménye volt, ami széles körű nézői bázist vonzott.